# Conyza spiculosa
Conyza spiculosa là một loài thực vật có hoa trong họ Cúc. Loài này được (Hook. & Arn.) Zardini mô tả khoa học đầu tiên năm 1976.